# REC 3
REC 3 ou Brasil: REC 3: Gênesis  é um  lançamento do cinema espanhol. Ele é sequência do filme REC 2 e terceiro filme da franquia REC. O seu lançamento foi 30 de março de 2012 na Espanha. REC 3 foi o primeiro filme da franquia a ser lançado pela Fox Searchlight Pictures da América do Norte, empresa detentora dos direitos autorais do filme depois de comprá-los em 2011.

## Sinopse
O misterioso vírus demoníaco está oficialmente fora do prédio, atingindo justamente a festa de casamento de um casal apaixonado. Com o caos sendo tomado rapidamente, os noivos, seus parentes e convidados devem lutar por suas vidas.

## Enredo
O casal Koldo e Clara estão prestes a comemorar o dia de seu casamento. O evento é filmado pelo primo de Koldo, Adrián, e pelo fotógrafo Atun. Os convidados viajam para a festa, realizada em uma enorme mansão, em ônibus fretados. Adrián filma seu tio, um médico veterinário que diz ter sido mordido recentemente por um cachorro na clínica, mas afirma que ficará bem. Com a festa a todo vapor, o tio de Adrián começa a apresentar sintomas incomuns, como vômitos. Adrián também filma pessoas de fora em trajes de proteção, vasculhando a área e um carro da polícia chegando. O tio de Adrián cai da varanda do salão principal, à vista de todos. Sua esposa se aproxima para ajudar, mas ele morde seu pescoço e vomita sangue em outro convidado. Mais convidados infectados com o vírus demoníaco surgem na pista de dança e atacam as pessoas. Em meio ao caos, Koldo e Clara são separados um do outro. Koldo acaba com Adrián, a irmã de Clara, Tita, Atun, e um convidado chamado Mencu. O grupo tenta as saídas em volta, mas encontram apenas mais convidados infectados. Eles encontram um duto de ventilação e escapam, com exceção de Atun, que devido ao seu tamanho fica para trás aguardando socorro. Koldo é atacado por Paloma, a esposa de seu tio, e Adrián e Mencu a matam. Mencu tenta usar o rádio do carro da polícia para obter ajuda, mas é atacado pelo policial agora infectado. As sirenes são acionadas, atraindo mais infectados. Adrián, Koldo e Tita encontram refúgio dentro de uma capela onde outros sobreviventes se reuniram. Os sobreviventes revelam que de certo modo, os infectados não podem entrar e que a água sagrada os machuca. Todos escutam a voz de Clara pelo sistema de som da mansão, e sabendo que Koldo está ouvindo, revela que está grávida, algo que ela queria contar a ele mais cedo. Encorajado, Koldo se veste com uma armadura de cavaleiro para encontrá-la com a ajuda de um empregado, dizendo aos outros sobreviventes que levem as crianças para os ônibus fretados e escapem.
Na mansão, Clara e o padre da cerimônia estão escondidos na sala de controle. Uma horda de pessoas infectadas começa a invadir a local e a dupla consegue escapar por uma janela. Eles encontram Rafa e Natalie, amigos de Clara que não sabiam de nada do que estava acontecendo, além de mais infectados pelo caminho. No espelho, os infectados são mostrados como reflexos de Tristana Medeiros. O padre os detém congelando-os com uma oração enquanto os outros escapam. Koldo procura com o empregado pela sala de controle, mas o homem é morto pelos infectados. Koldo então encontra a sala de controle e testemunha as mortes de Adrián e dos sobreviventes da capela quando são atacados pelos infectados durante uma tentativa de fuga. Ao fundo na TV, uma reportagem sobre a quarentena de um prédio no centro de Barcelona é mostrada.
Clara, Rafa e Natalie encontram "John Esponja", o animador da festa, e tentam escapar, mas Natalie é pega. Do lado de fora, Clara encontra sua mãe infectada. John a mata, mas depois é mordido quando Rafa e Clara entram no subterrâneo em um túnel. No interior, Koldo aumenta o volume em uma das músicas da pista de dança, sendo ouvido por Clara, que vai ao seu encontro. Ela enfrenta uma horda de infectados, incluindo Rafa, que é mordido. Ela e Koldo enfim se reencontram, mas sua alegria dura pouco quando um bando de infectados adentra à cozinha. Prestes a atacar o casal, os infectados começam a congelar graças ao padre, que recita versos bíblicos pelo sistema de som. Quando saem, são atacados pelo avô infectado de Koldo que, tendo problemas de audição, não consegue ouvir o padre. Clara é mordida e diz a Koldo para cortar seu braço antes que a infecção a consuma. No entanto, quando chegam à saída, descobrem que o lugar foi colocado em quarentena. Clara então vomita sangue, indicando que está infectada. Devastado, Koldo leva-a para fora, onde a polícia lhe diz para soltá-la. O casal compartilha um último beijo, antes de Clara ser infectada por completo, arrancando a língua de Koldo com uma mordida e virando-se para os policiais, que atiram em ambos. Em seus momentos finais, Clara e Koldo seguram as mãos um do outro enquanto morrem por suas feridas.

## Elenco
| Intérprete                    | Personagem    |
| ----------------------------- | ------------- |
| Leticia Dolera                | Clara         |
| Diego Martín                  | Koldo         |
| Carla Nieto                   | Rebecca Vinas |
| Alex Monner                   | Adrián        |
| Emilio Mencheta               | Víctor        |
| Ana Isabel Velasquez          | Wendy         |
| Blai Llopis                   | Quiquín       |
| Itziar Castro                 | Paloma        |
| Alberto Sevillano de los Rios | Kiko          |
| Luis Miguel Luengo            | Cristian      |
| Fernando Guillen              | Javito        |

## Recepção
No site agregador de críticas Rotten Tomatoes, 39% das 38 resenhas dos críticos são positivas.

## Produção
Em 4 de abril de 2011, foram iniciadas as filmagens, que em 20 de maio de 2011 foram encerradas. A pós-produção foi iniciada em 23 de maio de 2011. O terceiro filme da franquia tem direção de Paco Plaza, o mesmo diretor de REC e REC 2, e produção de Julio Fernández, na mesma função que teve em REC 2. O roteiro é de Luis Berdejo e Paco Plaza.
O terceiro filme da franquia foi vendido para mais de vinte países, entre eles Brasil, Portugal, Estados Unidos, França, Inglaterra, Alemanha, Grécia, México, Argentina, Japão, Austrália e Nova Zelândia.

## Bilheteria
O filme já rendeu US$ 11.000.000,00 aproximadamente, sendo: US$ 3.125.167,00 na França, US$ 3.117.251,00 na Espanha, US$ 2.063.470,00 no México e assim gradativamente com bilheterias menores.